# Laura Massana i Mas
Laura Massana i Mas (Sallent, Bages, 5 de novembre 1965) és una treballadora social i política catalana, diputada al Parlament de Catalunya en la VIII, IX i X legislatures per ICV-EUiA.

## Biografia
Diplomada en treball social per la Universitat de Barcelona. Ha fet el màster «Expert europeu en formació», de la Universitat Politècnica de Catalunya. Ha treballat com a coordinadora de formació del centre de formació i promoció ocupacional Ceprom - Fundació Paco Puerto (1990-2004), del sindicat Comissions Obreres al Bages-Berguedà (1990-2004). Des del 2004 és assessora del Grup d'Iniciativa per Catalunya-Verds (ICV) a la Diputació de Barcelona.
Col·labora esporàdicament al diari Regió 7, és membre fundadora del grup d'esplai La Trepa, de Sallent, del qual ha estat presidenta (1985) i tresorera (1990); membre del grup El Carrilet, que organitza la festa de carnaval de Sallent, n'ha ocupat diversos càrrecs de la junta directiva (1983-1996). Ha estat monitora de les colònies d'estiu de la Generalitat en diversos indrets de Catalunya (1985-1991).
Adherida a ICV des del 1991, ha estat regidora de l'Ajuntament de Sallent (1991-1995), Presidenta de la Intercomarcal Bages-Berguedà-Solsonès i diputada al Parlament de Catalunya en dues legislatures, en què ha estat portaveu a les Comissions d'Acció Social, Infància, Joventut i també Empresa i Ocupació. Massana es presentà de número tretze de la coalició d'esquerres Catalunya Sí que es Pot a la llista de la circumscripció de Barcelona en les eleccions catalanes de 2015. En la número tres en la lista d'En Comú-Podem per a l'Ajuntament de Manresa en les Eleccions Municipals de 2023.